# Gérard Naud
Pour les articles homonymes, voir Naud.
Gérard Naud est un archiviste et historien français, né le 21 mars 1935 à Clermont-Ferrand (Puy-de-Dôme) et mort le 23 février 2010 à Saint-Michel (Charente).

## Biographie
Après des études à Angers et au lycée Henri-IV, Gérard Naud est élève de l'École nationale des chartes où il obtient le diplôme d'archiviste paléographe avec une thèse intitulée Arresta lata in parlamento : décisions notables du Parlement de Paris recueillies par un praticien anonyme entre 1371 et 1376, édition et étude.
Il est alors nommé directeur des Archives départementales de la Meuse. Il y classe et décrit une partie des archives anciennes (archives judiciaires du XVIIe et XVIIIe siècles) et développe le rôle d'inspection des archives communales et des services administratifs départementaux. 
Nommé directeur des Archives départementales de la Sarthe en 1963 il applique la même politique de collecte méthodique des archives communales et de traitement des archives contemporaines par l'élaboration d’une méthode d’analyse applicable à la collecte et au traitement de l’ensemble des fonds contemporains. Il fait agrandir le bâtiment en 1973 et mène une politique volontariste en direction du public, via un travail collaboratif et interdisciplinaire, au sein notamment de l’association Archives et Documents Sarthois (regroupant archives musées, bibliothèques et certains de leurs usagers notamment enseignants) et par la réalisation d’outils comme le Guide des Archives de la Sarthe (entre 1980 et 1983). De 1976 à 1982, il est également rédacteur en chef de la Gazette des Archives. Enfin, de 1967 à 1983, il enseigne l'archivistique de recherche au collège universitaire du Mans (devenu université du Maine).
Il est nommé en 1983 directeur du Centre des archives contemporaines de Fontainebleau (relevant des Archives nationales), où il demeure jusqu'en 1995. Il développe notamment la coordination avec la section des Missions des Archives nationales auprès des ministères, de la collecte à la communication, le traitement des archives informatiques (projet Constance) et la prise en compte de l’évolution constante des structures administratives.
Il est nommé inspecteur général des archives en 1988.
Un numéro de la Gazette des Archives est consacré en 2012 à sa contribution à la réflexion archivistique contemporaine

### Vie privée
Il épouse Christiane Lereboullet en 1962.

### La Gazette des archives
- NAUD (Gérard et Christiane), « Le service de documentation communale de la Meuse de 1961 à 1963 », La Gazette des archives, n° 45[5], 2e trimestre 1964, p. 65-73.
- Gérard Naud, « Pré-archiver ? D’abord analyser », La Gazette des archives, n° 75, 4e trimestre 1971, p. 185-189.
- Gérard Naud, « La série O des Archives départementales (tutelle de l’administration communale) : l’expérience de la Sarthe », La Gazette des archives, n° 82, 3e trimestre 1973, p. 163-180.
- Gérard Naud, « Archives et recherches statistiques », La Gazette des archives, n° 87, 4e trimestre 1974, p. 251-254.
- Gérard Naud, « Liminaire », La Gazette des archives, n° 96[6], 1er trimestre 1977, p. 11-12.
- Gérard Naud, « La notion d’original dans l’administration », La Gazette des archives, n° 96, 1er trimestre 1977, p. 42.
- Gérard Naud, « Numéro Cent », La Gazette des archives, n° 100[7], 1er trimestre 1978, p. 11-12.
- Gérard Naud, « Microcopie et analyse documentaire », La Gazette des archives, n° 100[7], 1er trimestre 1978, p. 52.
- Gérard Naud, « Compte rendu : Guide des archives de la Société des Nations », La Gazette des archives, n° 103, 4e trimestre 1978, p. 275-276.
- Gérard Naud, « Bons comptes, bonnes archives », La Gazette des archives, n° 104[8], 1er trimestre 1979, p. 10-11.
- Gérard Naud, « Le public des Archives de la Sarthe, 1967-1978 : agir ou subir », La Gazette des archives, n° 105[9], 2e trimestre 1979, p. 97-111.
- Gérard Naud, « Temps nouveaux », La Gazette des archives, n° 108, 1er trimestre 1980, p. 7-8.
- Gérard Naud, « Le patrimoine audiovisuel », La Gazette des archives, n° 111, 4e trimestre 1980, p. 235-237.
- Gérard Naud, « Adieu à Pérotin », La Gazette des archives, n° 112, 1er trimestre 1981, p. 8.
- Gérard Naud, « Londres, 1980 », La Gazette des archives, n° 112, 1er trimestre 1981, p. 39-46.
- NAUD (Gérard et Christiane), « L’analyse des archives administratives contemporaines », La Gazette des archives, n° 115[10], 4e trimestre 1981, p. 216-235.
- Gérard Naud, « Bureautique, micro-informatique », La Gazette des archives, n° 117-118, 2e et 3e trimestres 1982, p. 115-116.
- Gérard Naud et Surcouf (Joël), « L’informatique aux Archives : faits, tendances, questions. Une enquête de l’Association des archivistes français », La Gazette des archives, n° 124, 1er trimestre 1984, p. 27-45.
- Gérard Naud, « Le traitement des archives au Centre des archives contemporaines des Archives nationales. Le Centre des archives contemporaines dans le système archivistique français », La Gazette des archives, n° 141, 2e trimestre 1988, p. 57-61.
- Gérard Naud, « Un métier de notre temps : l’archivage », La Gazette des archives, n° 170-171, 3e et 4e trimestres 1995, p. 427-442.

### Autres publications
- Gérard Naud, « Places fortes meusiennes : Verdun, Montmédy, Stenay », Revue historique de l’Armée, n° 3[11], 18e année, 1961, p. 77-86.
- Gérard Naud, « Survol de l’histoire de Bar-le-Duc », Revue historique de l’Armée[11], août 1962, p. 71-76.
- Gérard Naud, « Cartulaires inédits conservés aux Archives de la Meuse : le cartulaire des bénédictines de Saint-Maur de Verdun », Annales de l’Est, 5e série, 1963, p. 39-41.
- Gérard Naud, « Un recueil de jurisprudence de la fin du XIVe siècle : Arresta lata in parlamento, essai de restitution critique », Bibliothèque de l’École des chartes, n° 121[12], 1963, p. 77-129 (résumé de thèse).
- Gérard Naud, « Compte rendu : Dieuleveult (Alain de), La Couture, une abbaye mancelle au Moyen Âge (990-1518) », Bibliothèque de l’École des chartes, n° 124, 1966, p. 351-354.
- Gérard Naud, « Le comte de Bar, client en foires de Champagne de 1322 à 1328 », Annales de l’Est, 5e série, 1967, p. 217-251.
- Gérard Naud, « Les archives des communes rurales », dans Manuel d’archivistique, Paris, 1970, p. 354-367.
- Gérard Naud, « Archives départementales et histoire de l’administration », dans Institut français des sciences administratives, Histoire de l’administration, cahier n° 7, 1972, p. 50-54.
- Gérard Naud, « Les employés du département de la Sarthe de 1790 à 1818 », dans Actes du 97e Congrès national des Sociétés savantes, Nantes 1972. Section d’histoire moderne et contemporaine, tome II, Paris, Bibliothèque nationale, 1977, p. 209-227.
- Gérard Naud, « La Cité des archives contemporaines (Fontainebleau) », Archivum, n° 31, 1986, p. 37-56.
- Gérard Naud, Les archives et le transfert de données informatiques… La croisée des chemins, traduction et adaptation françaises de DOLLAN (Charles M.), WEIRCH (Thomas E.), Archival Administration, Records management, and Computer Data Exchange Standards: an intersection of pratices (National Archives and Records Administration, United States of America [mai 1989]), Archives nationales, Fontainebleau, 1990.
- Gérard Naud, « Normalisation et nouvelles technologies, menaces pour la recherche historique ou rançons du progrès ? », Janus, 1992, v. 2, p. 158-160.
- Gérard Naud, « Les nouvelles archives : collecte, statut, conservation, traitement », dans La Pratique archivistique française[13], Paris, Direction des archives de France, 1993, p. 313-362.
- Gérard Naud, « Le retour de Russie des archives françaises. Le cas du fonds de la Sûreté », Vingtième Siècle, n° 45, 1997, p. 133-139 (en collaboration avec Sophie Cœuré et Frédéric Monier).

### Instruments de recherche
- Répertoire numérique de la sous-série 2B (bailliage de Bar-le-Duc), commencé par G. Naud et terminé par G. Weill, Bar-le-Duc, 1968, 88 p.
- Archives départementales de la Sarthe. Répertoire numérique détaillé de la série O, Le Mans, 1980, 649 p.
- Guide des archives de la Sarthe, Le Mans, 1983, 419 p. (en collaboration avec Christiane Naud).
- Travaux publics et transports en Sarthe. Répertoire numérique de la série S, dressé par Christiane Naud et Michel Termeau, sous la direction de G. Naud et R. Chanaud, Le Mans, 1990, 306 p.

### Catalogues d’expositions
- Gérard Naud, « Sablé au XVIIIe siècle. Exposition, 1968 », extraits de documents, catalogue, sources ; Sablé, Coconnier, 1968, 48 p.
- Gérard Naud, « Sablé au XVe siècle. Exposition, 1970 », Une histoire en pointillés (en collaboration avec Cl. Lambert), extraits de documents, catalogue, sources ; Sablé, Coconnier, 1970, 36 p.
- Gérard Naud, Vivre en Sarthe, 1870-1940, exposition du 2 juillet au 31 octobre 1982 à l’abbaye de l’Épau, 1982, 184 p. :
  - « Les paris d’une exposition », p. 13-16
  - « Les transports et communications », Ibid., p. 69-74.
  - « L’école primaire », Ibid., p. 75-79.
  - « Vivre à la campagne », Ibid., p. 109-112.
  - « Vivre en ville », Ibid, p. 131-140.